# 남산도서관
남산도서관은 서울특별시 용산구 소월로 109 (후암동 30-84)에 소재한 시립도서관이다. 바로 앞에 용산도서관이 있다.
1922년 10월 5일 서울특별시 중구 명동2가 25에 경성부립도서관으로 개관한 후 1964년 12월 31일 현재 건물을 신축해 이전해 이듬해 남산도서관으로 변칭했다. 장서 44만여 권, 비도서 1만2천 점, 연속 간행물 1천2백여 점, 고서 1,876권, 동양책 68,119권을 보유한다.
휴관일은 매월 1째와 3째 월요일과 일요일 제외 법정공휴일, 도서관이 정하는 임시 휴관일이다.

## 연혁
일제강점기 최초의 공립 공공도서관으로 1922년 5월 13일에 공사에 착수하여 10월 5일 '경성부립도서관'이라는 이름으로 중구 명동2가 25에서 개관하였다. 구 한성병원의 건물을 개수했고 2층 건물에 60개 열람석을 갖추었다. 1층에는 아동열람실을 두었고, 2층에 사무소를 두었다. 유일한 공공도서관으로 방문객의 수와 서지의 수가 늘어났고, 상업거리에 있어 도서관으로 적절치 못하다는 지적에 따라 1927년 5월 24일에 중구 소공동 115 당시 대관정으로 이전했고 이듬해에는 3층 건물을 신축했다. 보유한 서적은 초기(1923년) 약 8천 권에서 1932년에는 3만여 권으로 늘어났다.
해방 이후 서울시립 남대문도서관이라 불렸다. 1963년 7월 새 도서관을 건축하고자 매각되기 전까지 계속 운영되었다. 후암동에 세워진 현재 건물은 설계도안 현상모집을 거친 뒤 이해성(1928-2008)의 안이 선택되었으며, 좌석은 남대문도서관 600여 석에서 1,500석으로 늘고 5층 건물에 시청각 교실, 강당 등 부대시설을 갖추었다. 400여평의 옥상에는 스카이라운지도 조성되었다. 남산도서관 인근에 '애국선열 조상 건립위원회'에 의해 1970년대 초까지 동상이 세워졌다.
1988년에 상설문화전시실이 개실되었으며, 1998년 1월에는 장애인열람실이 열렸다. 2001년에 디지털자료실이 확충되었다. 2002년에는 구조안전진단 실시 결과에 따라 철골기둥을 보강하였다.
2015년 7월 27일부로 남산도서관은 도서관 3층에 '한국문학 전문자료관'을 개관하였다. 한국문학 전문자료관은 한국고전부터 시, 평론, 소설, 수필 등 3만여 권의 도서를 소장하고 있으며 그 규모는 489.36m2이다.

## 프로그램
다른 일반 도서관과는 달리, 남산 도서관에는 어린이 도서관이나 어린이실이나 청소년실이 없다. 다문화 가정 자녀를 위한 다문화코너에는 다수의 경제, 경영, 문학 도서가 있다.

## 사진

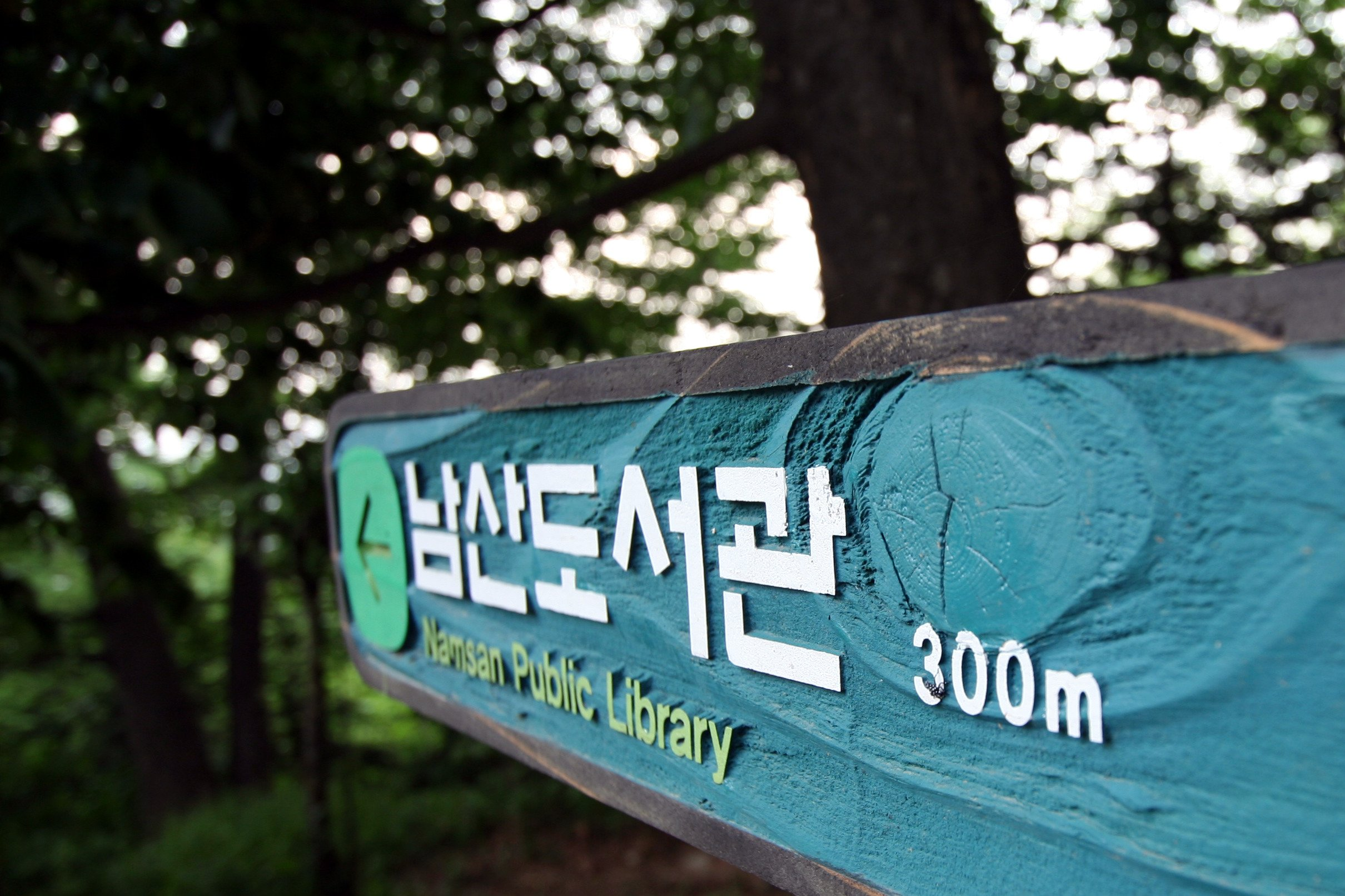
남산도서관 표지판
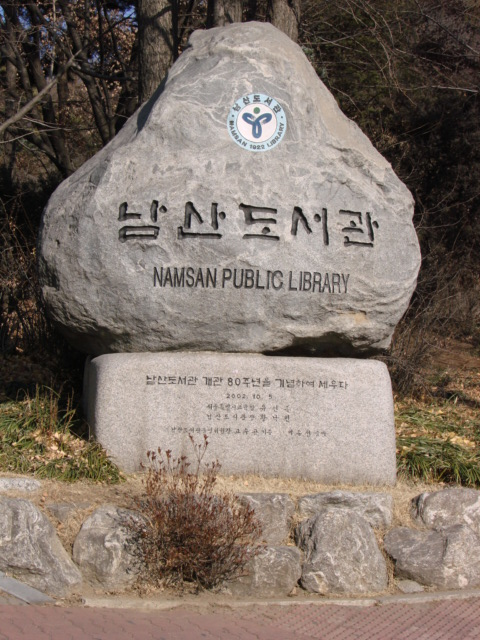
남산도서관 비석
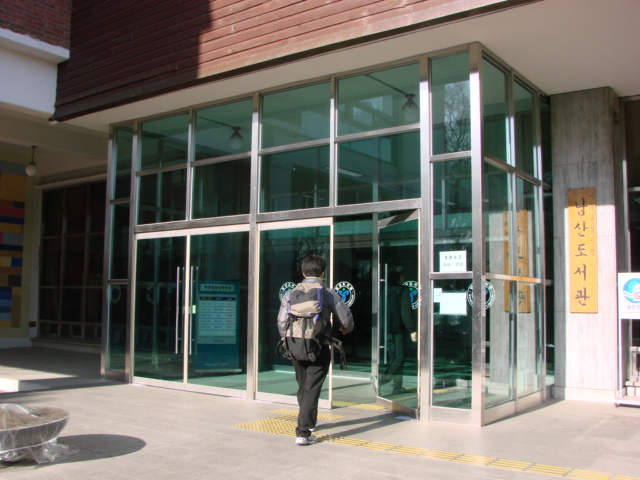
남산도서관 정문
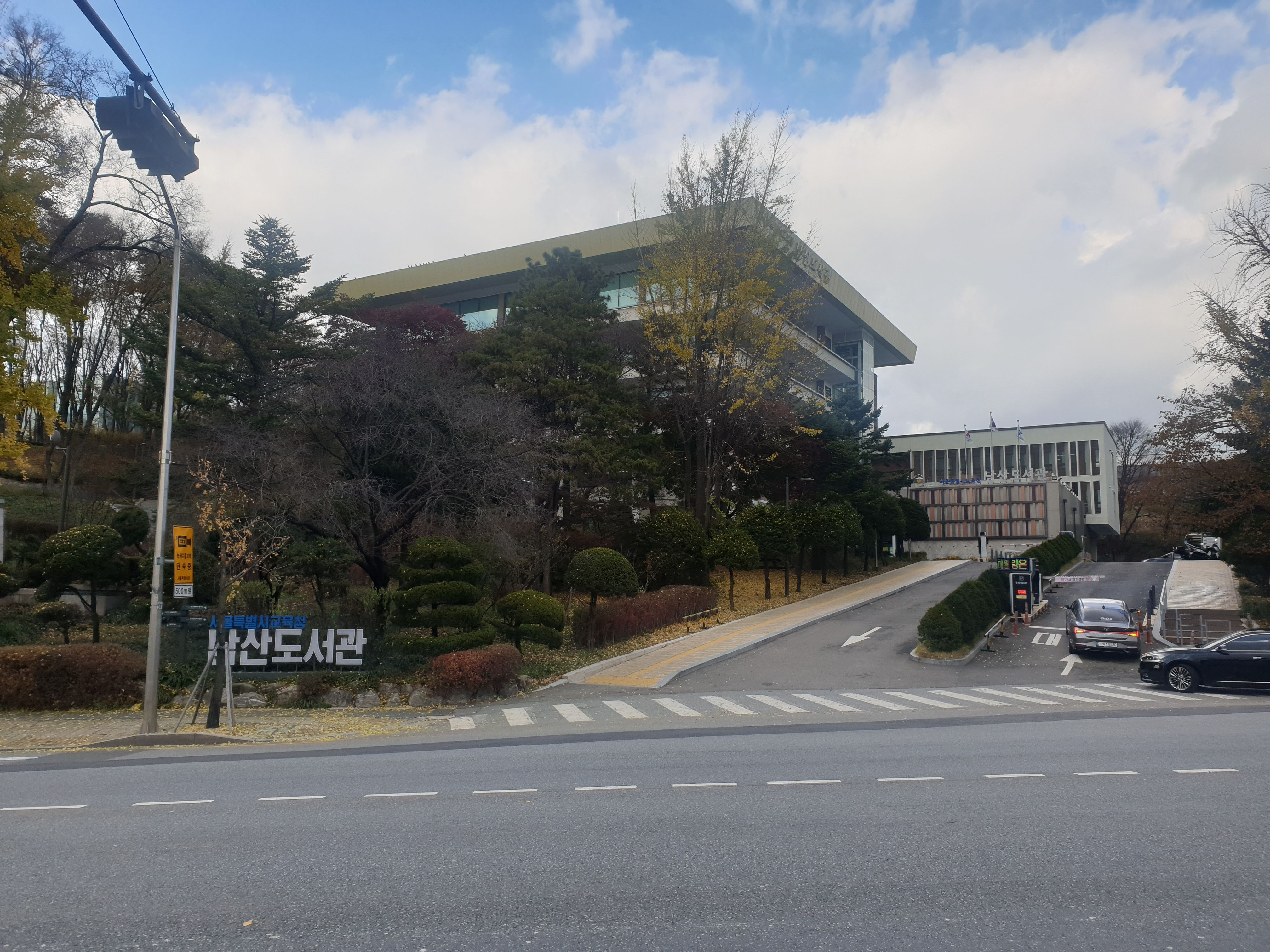
남산도서관 입구